# Marcello Santacroce
Marcello Santacroce (Roma, 7 de junho de 1619 - Roma, 19 de dezembro de 1674) foi um cardeal do século XVII

## Biografia
Nasceu em Roma em 7 de junho de 1619. Filho de Valerio (ou Valeriano) Santacroce e Elena Maria Santacroce. Irmão de Scipione Santacroce, marquês de Pietraforte e Porzia Santacroce. Sobrinho-neto do cardeal Prospero Santacroce (1565). Sobrinho do cardeal Antonio Santacroce (1629). Tio do cardeal Andrea Santacroce (1699).
Estudou teologia, grego e latim; e obteve um doutorado em direito em Roma..
Cânon da patriarcal basílica vaticana, 14 de agosto de 1639. Referendário dos Tribunais da Assinatura Apostólica da Justiça e da Graça. Prelado da SC do Bom Governo. Comissário para trazer a paz entre o povo de Rieti. Vice-legado em Bolonha. Comissário geral das três legações, Bolonha, Ravena e Ferrara. Chamado a Roma dois anos depois e destinado aos prelados da SC da Sagrada Consulta. Comissário geral da frota papal. Abade de S. Spirito di Sonnone, Gaeta..
Criado cardeal sacerdote no consistório de 19 de fevereiro de 1652; recebeu o gorro vermelho e o título de S. Stefano al Monte Celio, em 12 de março de 1652..
Eleito bispo de Tivoli, 14 de outubro de 1652. Consagrado, 28 de outubro de 1652, igreja de S. Carlo al Corso, Roma, pelo cardeal Fabio Chigi, auxiliado por Giovanni Battista Spada, patriarca titular de Constantinopla, e por Ranuzio Scotti, ex-bispo do Borgo San Donnino. Camerlengo do Sagrado Colégio dos Cardeais, de 12 de janeiro de 1655 a 11 de janeiro de 1666. Participou do conclave de 1655, que elegeu o Papa Alexandre VII. Presidente Supremo do Tribunal de Saúde, 1656. Participou do conclave de 1667, que elegeu o Papa Clemente IX. Participou do conclave de 1669-1670, que elegeu o Papa Clemente X..
Morreu em Roma em 19 de dezembro de 1674, perto das 20 horas. Exposto na igreja de S. Carlo ai Catinari, Roma, onde se realizou o funeral a 22 de Dezembro de 1674, e sepultado na igreja da sua família, S. Maria in Publicolis , Roma..